# Lena Carlzon-Lundbäck
Lena Carlzon-Lundbäck, född 26 mars 1954 i Malmberget, är en svensk tidigare längdskidåkare, som på klubbsidan tävlade för Malmbergets AIF. Hon tävlade för Sverige vid olympiska vinterspelen 1976 i Innsbruck och 1980 i Lake Placid, både individuellt och stafett. Bästa individuella olympiska placering är då hon 1976 ingick i Sveriges fjärdeplacerade stafettlag 1976, medan bästa individuella placering är två 10:e platser – på 5 kilometer 1976 och på 10 kilometer 1980.
Svensk mästarinna blev hon sammanlagt åtta gånger.
Lena Carlzon-Lundbäck gifte sig i slutet av 1970-talet med skidåkarkollegan Sven-Åke Lundbäck. Tillsammans har de två barn, vilka också de ägnat sig åt skididrott.

### Fotnoter
1. 1 2  Lena Carlzon-Lundbäck på Sveriges Olympiska Kommittés webbplats
2. ↑  ”Längd damer”. Svenska Skidförbundet. Arkiverad från originalet den 9 mars 2015. https://web.archive.org/web/20150309082926/http://www.skidor.com/Foljoss/Historikochstatistik/Svenskamastare/Langddamer/. Läst 15 maj 2012.
3. ↑  TT Spektra (24 januari 2003). ””Det måste rensas upp ordentligt i dopingträsket””. Kristianstadsbladet. http://www.kristianstadsbladet.se/familj/det-maste-rensas-upp-ordentligt-i-dopingtrasket/. Läst 26 januari 2019.